# دی‌آر۴۰۰
دی‌آر۴۰۰ (به انگلیسی: Robin_DR400) یک هواگرد ملخ‌پیشین تک‌موتوره از نوع 4 نفره سبک ساخت شرکت Avions Pierre Robin است. هواگرد دی‌آر۴۰۰ نخستین پروازش را در ۱۹۷۲ میلادی انجام داد. در مجموع، تعداد ۱۲۹۲+ فروند از این هواگرد ساخته شده‌است.